# Syndicat des avocats de France
Le Syndicat des avocats de France (SAF) est une organisation syndicale française regroupant des avocats. Créé en 1973, il s'inspire des idées et des valeurs de la gauche.

## Historique
Le Syndicat des avocats de France trouve son origine dans l'Organisation Syndicale des Avocats (OSA), initiée par l'avocat communiste Eddy Kenig, qui le précède d'une année. Kenig est membre de la fédération de Paris du Parti communiste français (PCF) et secrétaire de la cellule Hajje au Palais de Justice. L'entreprise s'inscrit dans le cadre du programme commun et veut être au sein de la sphère judiciaire et juridique la traduction de la stratégie d'union de la gauche développée, par le PCF, le PS et les radicaux de gauche. Mais, l'appel pour le syndicat ne donne qu'un résultat très médiocre. 
En coulisse, les documents de l'OSA sont alors remis en 1973 à deux avocats communistes, Francis Jacob et Claude Michel. Candidat à la députation, Eddy Kenig les laisse s'engager dans le « redémarrage du syndicat ». L'OSA devient le Syndicat des avocats de France (SAF) et quatre mille exemplaires du programme de ce nouveau syndicat sont édités et distribués aux avocats parisiens. Les deux avocats sont également de fervents défenseurs du programme commun et conçoivent le Syndicat comme une extension de l'union de la gauche au sein de la sphère judiciaire. 
Le Syndicat lui même situe son origine dans un manifeste publié le 8 août 1972 dans La Gazette du Palais, et signé par Jules Arrous, Serge Coche, Jacques Dreyfuss, Pierre Hazan, Marc Henry, Gérard Hilsum, Francis Jacob, Marthe Jourdan, Pierre Kaldor, Robert Maynial, Claude Michel, Claude Puylagarde, Pascaline Saint-Arroman-Petroff et Claude Willard. Le Syndicat des avocats de France procède ainsi d'un « projet politique ». Il aspire à la venue de « tous les avocats progressistes », c'est-à-dire, selon Jean-Philippe Tonneau, « des avocats situés à gauche sur l'échiquier politique ». Des avocats socialistes parisiens adhèrent alors au nouveau syndicat à titre personnel ainsi que quelques jeunes avocats, tout juste sortis de la faculté de droit, membres ou proches de l'extrême-gauche, même si ces derniers sont peu nombreux. 
En 1981, aucun membre du SAF ne rejoint les nouveaux cabinets ministériels, mais le SAF, et particulièrement ses dirigeants, font l'objet de « sollicitations innombrables » de la part du nouveau ministre de la Justice, notamment pour rejoindre diverses commissions, participation qui a une influence sur la vie militante au sein de l'organisation.
Le Syndicat des avocats de France est généralement classé à gauche, ou « proche de l’extrême gauche ». Il organise, régulièrement, des congrès concernant différents domaines juridiques notamment l’aide juridique et échange régulièrement avec différentes organisations nationales ou internationales à l’occasion de congrès ou de réunions. 
Le Syndicat des avocats de France est membre fondateur de la Confédération européenne Avocats européens démocrates (AED)[réf. nécessaire]. 
En 2022, le Syndicat des avocats de France devient membre de la Maison des lanceurs d'alerte. Sa présidente déclare que « le SAF souhaite s’engager aux côtés des lanceurs et lanceuses d’alerte, les défendre, former et se former, participer à l’amélioration de leur statut »[source insuffisante].
Le syndicat a contesté la légalité d'une décision du Conseil national des barreaux (CNB) interdisant le port de « signe distinctif » chez les avocats et les avocates. Le Conseil d’État a jugé cette décision légale en mars 2025 estimant que celui-ci nuisait à la tenue de « procès équitables ».
Tous les six mois, le syndicat publie une revue intitulée Lettre du SAF.
Le Syndicat des avocats de France est un participant de la Fête de l’Humanité

## Organisation
La direction du syndicat est composée de dix délégués choisis parmi le Conseil Syndical pour une période de deux ans. Les décisions du Conseil Syndical se prennent à la majorité des voix, celles de la direction à l’unanimité. Le SAF fonctionne également à partir de « groupes de travail » mis en place aussi bien au niveau régional que national.

### Présidents
- 1973-1976 : Francis Jacob
- 1977-1978 : Claude Michel[9]
- 1979-1989 : Paul Bouaziz
- 1981-1983 : Jean-Louis Brochen
- 1983-1985 : Frank Natali
- 1985-1987 : Gérard Boulanger
- 1988-1989 : Sylviane Mercier
- 1990-1991 : Marc Guillaneuf
- 1992-1994 : Tiennot Grumbach
- 1994-1995 : Patrick Tillie
- 1996-1997 : Philippe Vouland
- 1998-1999 : Mireille Damiano
- 1999-2000 : Jean Danet
- 2000-2002 : Bruno Marcus
- 2003-2004 : Daniel Joseph
- 2005-2006 : Pierre Conil
- 2007-2008 : Régine Barthélemy
- 2009-2010 : Jean-Louis Borie
- 2011-2012 : Pascale Taelman
- 2012-2014 : Jean-Jacques Gandini
- 2014-2016 : Florian Borg
- 2016-2017 : Bertrand Couderc
- 2017-2019 : Laurence Roques[10]
- 2019-2021 : Estellia Araez[11]
- 2021-2023 : Claire Dujardin[12]
- depuis novembre 2023 : Judith Krivine